# Københavns Kantatekor
Københavns Kantatekor er et blandet klassisk kor på 60 sangere i alderen 25 til 60 år. Koret har eksisteret siden 1984 og øver på Falkonergårdens Gymnasium.  

## Repertoire
Københavns Kantatekors repertoire er udelukkende klassisk med hovedvægten lagt på de store værker med orkesterledsagelse. Koret har blandt andet opført Giuseppe Verdis Requiem, Georg Friedrich Händels Messias og Johann Sebastian Bachs Johannespassion, Matthæuspassion, Juleoratoriet og H-mol-messe, Wolfgang Amadeus Mozarts Requiem, Johannes Brahms' Ein deutsches Requiem og Antonín Dvořáks Stabat Mater og Requiem.
I efteråret 2007 vandt koret gulddiplom i kategorien "Sacred music" på Malta. Og i efteråret 2009 vandt koret sølv i samme kategori i Riva del Garda, Italien.

## Dirigent
Koret dirigeres af Torben H.S. Svendsen, som er uddannet kontrabassist fra Det kgl. danske Musikkonservatorium samt privatuddannet dirigent af blandt andet Dan-Olof Stenlund, Alice Granum og Michael Bojesen.